# Страстна събота
Страстната събота или Великата събота е ден от християнския календар – съботата от Страстната седмица, непосредствено след Разпети петък и преди Великден. На този ден се отбелязва престоят на тялото на Исус Христос в неговия гроб и свързаното с него Съшествие в ада.